# 夏時 (弘治進士)
夏時（1462年—？），字寅正，錦衣衛校籍直隸冀州人，明朝政治人物。

## 生平
順天府鄉試第七十二名舉人。弘治六年（1493年）中式癸丑科會試第二百三十一名，三甲第四十五名進士。南京都察院理刑，七年十一月实授南京湖廣道監察御史，丁憂服闋，十四年十月復除浙江道，十八年巡按宣大，正德元年（1506年）十二月升陕西按察司副使，二年十二月因宁夏大沙井驿新旧草烧毁一事被逮问，四年任山东副使，五年六月升山东按察使，六年二月升右布政使，七年閏五月录山东青城破贼功，赏白金彩币，进左布政使，以给事中田汝耕劾其贪谄，八年正月称病乞休。

## 家族
曾祖夏顯；祖父夏斌；父夏廣，母易氏。具庆下。